# نملة (تراث شعبي)
النملة (بالإنجليزية: Ant - بالعبرية: נמליים - باليونانية: Μυρμήγκι - بالأمهرية: ጉንዳን - بالسريانية: ܫܘܫܡܢܐ) حشرة صغيرة كثيرا ما ترمز إلى الجد والاجتهاد في التراث الشعبي، والمعتقدات الدينية عند كثير من الشعوب: اذهب إلى النملة أيها الكسلان، تأمل طرقها وكن حکیما (أمثال: 1 : 9-7). ويكتب عنها إيسوب في حكاياته الخرافية. النملة والجندب، والنملة والحمامة.. إلخ کرمز للجد والاجتهاد. ويصف اليابانيون النملة بأنها تمثل العدالة، والرقة، وعدم الأنانية. لكنها على العكس عند هنود أمريكا الشمالية: حقودة، ومسببة للأمراض. ويعتقد الإفريقيون في غرب إفريقيا أن بيوت النمل هي مساكن الشياطين والأرواح. وترمز النملة في المعتقدات الهندوسية إلى تفاهة الأشياء جميعا.
غالبًا ما يتم استخدام النمل في الخرافات وقصص الأطفال لتمثيل الاجتهاد والجهد التعاوني. كما أنها مذكورة في النصوص الدينية. في كتاب الأمثال في الكتاب المقدس، يُعتبر النمل مثالًا جيدًا للبشر على عملهم الجاد وتعاونهم. وقد فعل إيسوب نفس الشيء في حكايته «النملة والجندب». وفي القرآن، قيل إن سليمان سمع وفهم نملًا يحذر النمل الآخر من العودة إلى دياره لتجنب تعرضه للسحق عن طريق سليمان وجيشه المسير. والنمل يعتبر رسل الآلهة. وتعتبر بعض أساطير الأمريكيين الأصليين، مثل أساطير الهوبي، أن النمل هو أول المخلوقات.

## تأثيل
ذكرت كلمة النمل قبل الهجرة وبعدها في الأشعار، وبعد الهجرة تناولتها المعاجم بالتفصيل، وهذه قوائم فيها تفاصيل تأثيل الكلمة:
| تاريخ قبل الهجرة | في المعجم                            | النص                                                               | القائل           | المصدر                                                                                     |
| ---------------- | ------------------------------------ | ------------------------------------------------------------------ | ---------------- | ------------------------------------------------------------------------------------------ |
| 146 ق.هـ = 480 م | النَّمْلُ: حَشَرَاتٌ صَغِيرَةُ الجِسْمِ تَعِيشُ فِي قُرًى | قَالَ يَصِفُ وَشْيًا فِي سَيْفٍ: تَرَى أَثَرَ القُيُونِ بِصَفْحَتَيْهِ كَسَوْمِ النَّمْلِ مِشْيَتُهَا دَرِيجُ | أبو قِلابة الهُذَليّ | شرح أشعار الهذليين: السكري، تح: عبد الستَّار أحمد فراج، العروبة، القاهرة، 1965م. 2 / 720     |
| 70 ق.هـ = 554 م  | نَمَلَ: مَشَى بِالنَّمِيمَةِ                    | وَلَا تَزْدَهِي الأَجْهَالُ حِلْمِي، وَلَا أُرَى سَؤُولًا بِأَعْقَابِ الأَقَاوِيلِ أَنْمُلُ         | الشَّنْفَرَى الأزديّ   | شرح شعر الشَّنفرى الأزدي: محاسن بن إسماعيل الحلبي، تح: خالد الجبر، الينابيع، عمان، 2004م. 85 |

| تاريخ ما بعد الهجرة | في المعجم                                        | النص                                                                                            | القائل                   | المصدر |
| ------------------- | ------------------------------------------------ | ----------------------------------------------------------------------------------------------- | ------------------------ | --- |
| 11 هـ =632م         | النَّمْلُ: بُثُورٌ تَتَقَرَّحُ وَتَنْتَشِرُ                         | "أَلَا تُعَلِّمِينَ هَذِهِ رُقْيَةَ النَّمْلَةِ كَمَا عَلَّمْتِهَا الكِتَابَةَ؟"                                                | حديث نبوي                | مسند أحمد: أحمد بن حنبل (ت: 241 هـ)، تح: شعيب الأرنؤوط وآخرين، الرسالة، بيروت، 1995م. 45 / 46، (رقم الحديث: 27095) |
| 20 هـ =641م         | النَّمِلُ مِنَ الخَيْلِ وَنَحْوِهَا: النَّشِيطُ الَّذِي لَا يَكَادُ يَسْتَقِرُّ | وَلَقَدْ هَبَطْتُ الغَيْثَ يَدْفَعُ مَنْكِبِي طِرْفٌ كَسَافِلَةِ القَنَاةِ ذَنُوبُ نَمِلٌ إِذَا ضُفِرَ اللِّجَامُ كَأَنَّهُ رَجُلٌ يُنَوِّهُ بِاليَدَيْنِ سَلِيبُ | خُفاف بن نُدْبة السُّلَميّ      | شعراء إسلاميون: نوري حمودي القيسي، عالم الكتب، بيروت، 1984م. 465                                                   |
| 175 هـ=791م         | النَّمِلُ الأَصَابِعِ: الَّذِي لَا يَكَادُ يَكُفُّ عَنِ العَبَثِ بِهَا     | "وَرَجُلٌ نَمِلُ الأَصَابِعِ: لَا يَكَادُ يَكُفُّ عَنِ العَبَثِ بِأَصَابِعِهِ"                                                | الخليل بن أحمد الفراهيديّ | العين: الخليل بن أحمد، تح: مهدي المخزومي وإبراهيم السامرائي، الهلال، د.ت. 8 / 330                                  |
| 175 هـ=791م         | النَّمِلُ مِنَ الأَشْخَاصِ: الغَلِيظُ الأَنَامِلِ                 | "وَرَجُلٌ مُؤَنْمَلُ الأَصَابِعِ، أَيْ: غَلِيظُ أَطْرَافِهَا، وَيُقَالُ لَهُ: نَمِلٌ "                                          | الخليل بن أحمد الفراهيديّ | العين: الخليل بن أحمد، تح: مهدي المخزومي وإبراهيم السامرائي، الهلال، د.ت. 8 / 330                                  |
| 175 هـ=791م         | النَّمِلُ: الحَاذِقُ الَّذِي لَا يَنْظُرُ إِلَى شَيْءٍ إِلَّا عَمِلَهُ      | " وَالنَّمِلُ: الرَّجُلُ الَّذِي لَا يَنْظُرُ إِلَى شَيْءٍ إِلَّا عَمِلَهُ"                                                  | الخليل بن أحمد الفراهيديّ | العين: الخليل بن أحمد، تح: مهدي المخزومي وإبراهيم السامرائي، الهلال، د.ت. 8 / 330                                  |
| 150 هـ=767م         | النَّمْلُ: سُورَةٌ مِنْ سُوَرِ القُرْآنِ الكَرِيمِ                 | "وَقَالَ فِي النَّمْلِ: ُّ إِنِّيٓ أُلۡقِيَ إِلَيَّ كِتَٰبٞ كَرِيمٌ َّ [النَّمْلُ: 29]"                                            | مقاتل بن سليمان الأزديّ   | الوجوه والنظائر في القرآن العظيم: مقاتل بن سليمان، تح: حاتم الضامن، مركز جمعة الماجد، دبي، 2006م. 161              |
| 175هـ=791م          | النَّمِلُ مِنَ الأَشْخَاصِ: النَّمَّامُ                         | "وَرَجُلٌ نَمِلٌ: نَمَّامٌ"                                                                                | الخليل بن أحمد الفراهيديّ | العين: الخليل بن أحمد، تح: مهدي المخزومي وإبراهيم السامرائي، الهلال، د.ت. 8 / 330                                  |
| 175 هـ =791م        | نَمَلُ اليَدِ وَنَحْوِهَا: خَدَرُهَا                           | " وَالنَّمَلُ: الخَدَرُ، تَقُولُ: نَمِلَتْ يَدُهُ نَمَلًا"                                                           | الخليل بن أحمد الفراهيديّ | العين: الخليل بن أحمد، تح: مهدي المخزومي وإبراهيم السامرائي، الهلال، د.ت. 8 / 330                                  |

## المعنى اللغوي
نَمَلَ - النَّملة

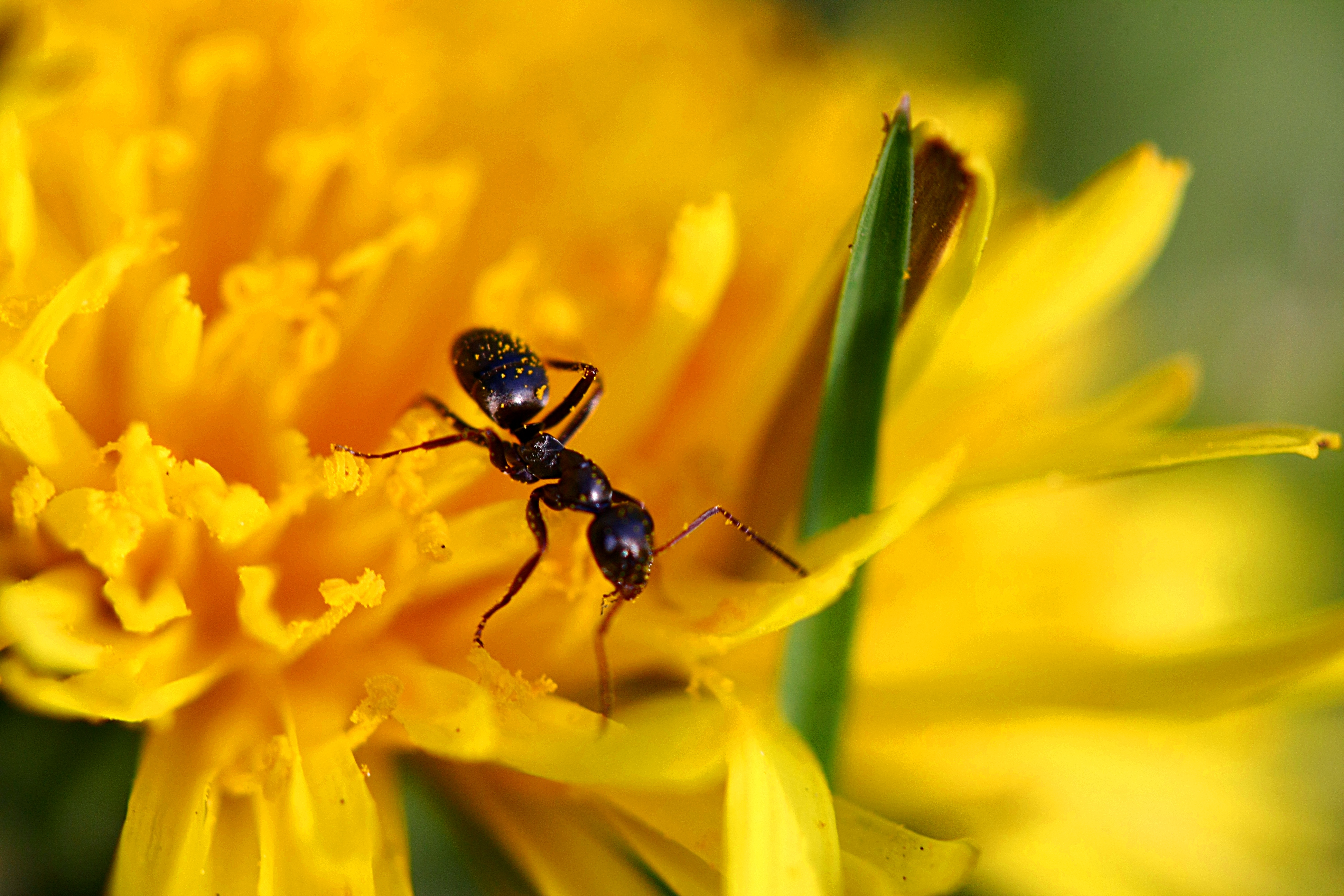
نملة على وردة صفراء

(نمل): ﴿وَإِذَا خَلَوْا عَضُّوا عَلَيكُمُ الْأَنَامِلَ مِنَ الْغَيظِ﴾ [آل عمران: 119]
«النمل معروف وهي التي لها قوائم (طويلة) تكون في البراري والخرابات (أما تلك الصغار فهي الذرّ). امرأة منمَّلة كمُعَظَّمة وكسَكْرَى: لا تستقر في مكان: وفرس نَمِل -كفرح، وذو نُملة -بالضم: كثير الحَرَكة. ورجل نَمِلُ الأصابع- كفرح: كثير العبث بها أو خفيفُها في العمل حاذق. ويقال نَمِّلْ ثوبك - ض، والقُطْةَ: أي ارْفأه. ونَمَل في الشجر (قعد): صَعِدَ فيها».
المعنى المحوري حركة أو امتداد بخفة ولُطف. كحركة النمل والمرأة والفرس وكحركة الأصابع ورَفءُ الثوب يكون بخيوط دقيقة. والصعود في الشجرة حركة إلى أعلى فيها امتداد وخفة ﴿حَتَّى إِذَا أَتَوْا عَلَى وَادِ النَّمْلِ قَالتْ نَمْلَةٌ يَا أَيُّهَا النَّمْلُ﴾ [النمل: 18].
ومن حسي ذلك: «النُملة -بالضم: شَقٌّ في الحافر (دقيق) من الأشعر إلى المَقَطّ (ممتد بخفاء)، وبالفتح: بُثُور صغار تتقرح ثم تَسْعَى وتَتَّسع. والأُنملة- بتثليث الهمزة مع تثليث الميم في كل: المِفصَل الأَعلى من كل أصْبُع» أي رؤوس الأصابع التي فيها الأظافر، إذ هي طَرَف يبدو امتدادًا وتنمو فيها الأظافر وتمتد، والأنامل أطراف خفيفة الحركة.

ومن معنوي الأصل: «النملة- مثلثة»، والنَمِيلة: النَمِيمة (إيصال الكلام ومده إلى من يتناوله باستخفاء).
| فِي حَدِيثِ ابْنِ عَبَّاسٍ: أَن النَّبِيَّ، صلى الله عليه وسلم، نَهَى عَنِ قَتْلِ النَّحْلة والنَّمْلَة والصُّرَد والهُدْهُد. |
| —حديث نبوي                                                                                |

° معنى الفصل المعجمي (نم): انتشار من باطن الشيء إلى ظاهره مع لطف ما كما ينشر رشح الماء من باطن القربة نافذًا إلى ظاهر جلدها، وشذا الطب من النبت النمام واللطف هنا هو عدم الحدّة - في (نمم)، وكما يسري خَدَر النوم في النائم ويظهر عليه سكونًا- في (نوم)، وكما ينتشر الإنس (الأنام) (وغيرهم من الحيوان) على ظهر الأرض ويتحركون، وتعد حركتهم امتدادًا - في (أنم)، وكما ينجع الماء (يسري في البدن ويظهر أثره رِيًّا) وتنفذ الألوان على جلد النمر- في (نمر)، وفي (نمرق) يحشى جوف النمرقة وبظهر أثر الحشو تجسمًا ولينا تُوَثَّر به الفُرُش، وكحركة النمل الدائبة مع دقته التي تجعله كأنه ناشئ من بطن الأرض إلى ظهرها- في (نمل).
(نَمَلَ) النُّونُ وَالْمِيمُ وَاللَّامُ كَلِمَاتُهُ تَدُلُّ عَلَى تَجَمُّعٍ فِي شَيْءٍ وَصِغَرٍ وَخِفَّةٍ. مِنْهُ النَّمْلُ: جَمْعُ نَمْلَةٍ. وَطَعَامٌ مَنْمُولٌ: أَصَابَهُ النَّمْلُ. وَفَرَسٌ نَمِلُ الْقَوَائِمِ: خَفِيفُهَا، كَأَنَّهَا شُبِّهَتْ بِالنَّمْلِ. وَالنَّمْلَةُ: قَرْحَةٌ تَخْرُجُ فِي الْجَنْبِ، كَأَنَّهَا سُمِّيَتْ بِهَا لِتَفَشِّيهَا وَانْتِشَارِهَا، شُبِّهَتْ بِالنَّمْلَةِ وَدَبِيبِهَا. وَالْأَنْمُلَةُ: وَاحِدَةُ الْأَنَامِلِ، وَهِيَ أَطْرَافُ الْأَصَابِعِ. وَيَقُولُونَ وَلَيْسَ مِنْ هَذَا: إِنَّ النَّمْلَةَ: شَقٌّ يَكُونُ فِي حَافِرِ الْفَرَسِ مِنَ الْأَشْعَرِ إِلَى الْمَقَطِّ. وَمِمَّا شَذَّ عَنِ الْبَابِ النُّمْلَةُ بِالضَّمِّ فِي النُّونِ وَالسُّكُونِ فِي الْمِيمِ هِيَ النَّمِيمَةُ. وَيُقَالُ: نَمَلَ، إِذَا نَمَّ.
نمل: النَّمْلُ: مَعْرُوفٌ وَاحِدَتُهُ نَمْلَة ونَمُلَة، وَقَدْ قُرِئَ بِهِ فَعَلَّله الْفَارِسِيُّ بأَن أَصل نَمْلَة نَمُلَة، ثُمَّ وَقَعَ التَّخْفِيفُ وَغَلَبَ، وَقَوْلُهُ عَزَّ وَجَلَّ: قالَتْ نَمْلَةٌ يَا أَيُّهَا النَّمْلُ ادْخُلُوا مَساكِنَكُمْ؛ جَاءَ لَفْظُ ادْخُلُوا فِي النَّمْل وَهِيَ لَا تعقِل كَلَفْظِ مَا يعقِل لأَنه قَالَ قَالَتْ، وَالْقَوْلُ لَا يَكُونُ إِلا للحيِّ النَّاطِقِ فأُجريت مُجراه، وَالْجَمْعُ نِمَال؛ قَالَ الأَخطل:
وقال أبي الورد الجعدي:
وَجَمْعُهَا نُمْل، وَقَدْ نَمِلَ ونَمَلَ يَنْمُلُ نَمْلًا وأَنْمَلَ؛ قَالَ الْكُمَيْتُ:
وتَقُولُ المَجوس:
وقَالَ أبو العيال الهذلي:

ومُنَمَّل: كمُنْمَل. ونَمَلَى: مَوْضِعٌ. والنَّأْمَلَةُ: مِشية الْمُقَيَّدِ، وَهُوَ يُنَأْمِلُ فِي قَيْده نَأْمَلَةً؛ وَقَوْلُ الشَّاعِرِ:
قَالَ أَبو نَصْرٍ: أَراد غَيْرَ مَذْعور، وَقَالَ: غَيْرُ مُرْهَق وَلَا مُعْجَل عَمَّا أُريد.
نمل: قال تعالى: ﴿قالَتْ نَمْلَةٌ يا أَيُّهَا النَّمْلُ﴾ [النمل : 18] وطَعَامٌ مَنْمُولٌ: فيه النَّمْلُ، والنَّمْلَةُ: قُرْحَةٌ تَخْرُجُ بالجَنْبِ تشبيهاً بالنَّمْلِ في الهَيْئَةِ، وشَقٌّ في الحافِر، ومنه: فَرَسٌ نَمِلُ القَوَائِمِ: خَفِيفُهَا. ويُستعارُ النَّمْلُ للنَّمِيمَةِ تَصَوُّراً لدَبِيبِهِ، فيقال: هو نَمِلٌ، وذُو نَمْلَةٍ، ونَمَّالٌ. أي: نَمَّامٌ، وتَنَمَّلَ القَوْمُ: تَفَرَّقُوا للجَمْعِ تَفَرُّقَ النَّمْلِ، ولذلك يقال: هُوَ أَجْمَعُ مِنْ نَمْلَةٍ، والأُنْمُلَةُ: طَرَفُ الأَصَابِعِ، وجمْعُه: أَنَامِلُ.

## الإغريق والنمل

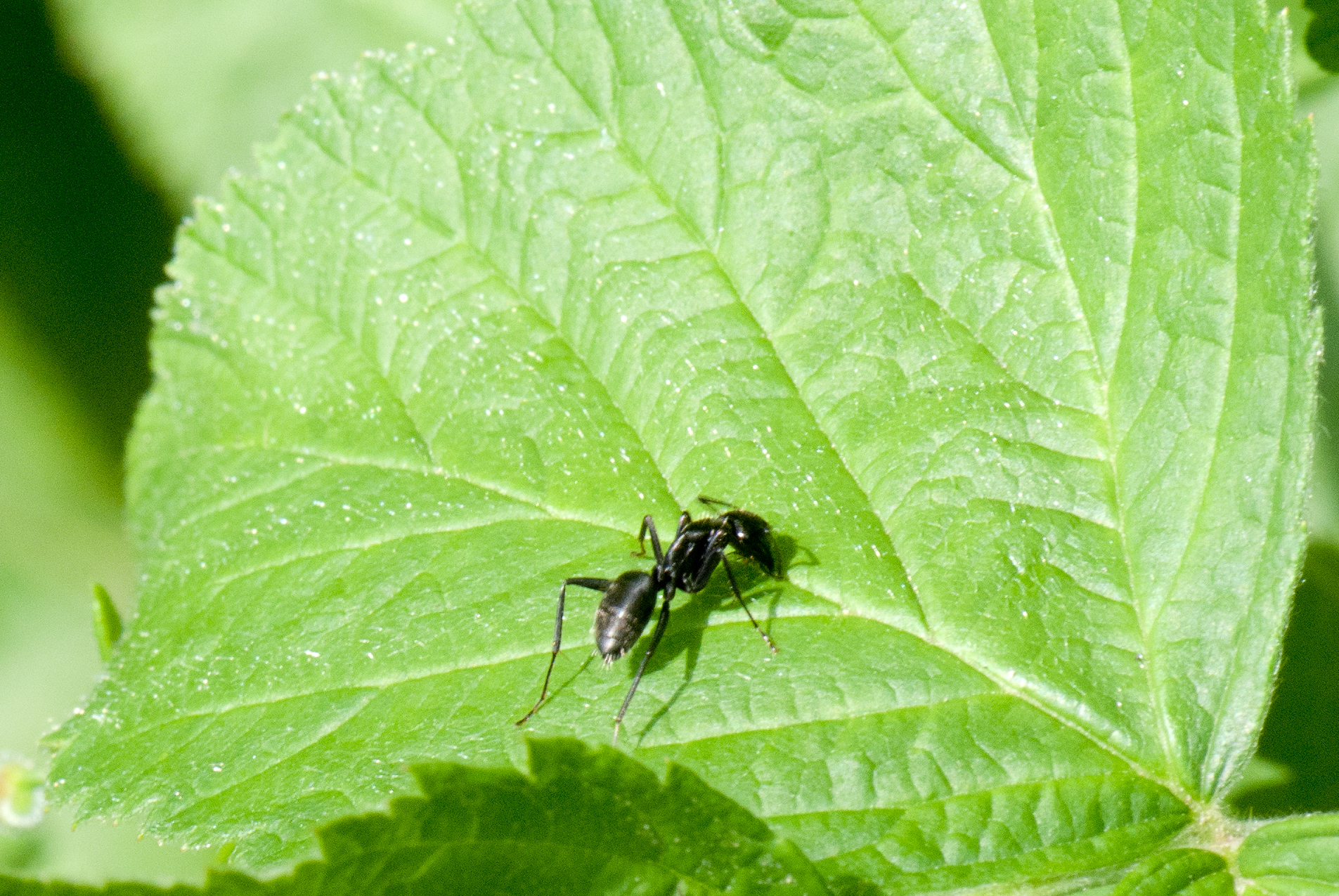
نملة سوداء

المیرمیدونز (بالإنجليزية: Myrmidons) أتباع أخيل في الحرب الطروادية. دفعت الغيرة هیرا Hera إلى تسليط وباء على إيجينا، وكان حاكمها أياكوس Aeacus بن زيوس Zeus وإيجينا Aegina. عندما استنجد الملك بأبيه زيوس، رأى مستعمرة نمل فطلب أن تكون مستعمرة من الرجال، فغير زيوس النمل إلى رجال، وقد ساهم الناس المرميدون، جمع مرمیکس Myrmex وتعني نملة. كانوا رجالا أقوياء، تكاثروا فملأوا الجزيرة. وقد أخذ أخيل إلى الحرب الطروادية خمسين سفينة، في كل سفينة 50 مرميدوني، وعندما غضب أخيل وامتنع عن الاشتراك في القتال، قاد صديقه بتروكليس رجال المرميدون واستطاع أن يبعد الإغريق عن الساحل حتى لا يحرقوا السفن، ولكنه قتل في هذه المعركة.

## النمل وسليمان
من النصوص الدينية التي جاء فيها ذكر النمل هو النص القرآني عند المسلمين؛ إذ أفرد النص المقدس سورة كاملة وعنونها باسم (سورة النمل). تبدأ الحكاية أو القصة بين النمل والنبي أو الملك سليمان ابن داود في أثناء مسير جيش الملك سليمان إلى إخضاع ملكة سبأ كما نص على ذلك النص نفسه، إذ نقرأ في سورة النمل، الآيات من 17 إلى 19 الآتي:
﴿وَحُشِرَ لِسُلَيْمَانَ جُنُودُهُ مِنَ الْجِنِّ وَالْإِنسِ وَالطَّيْرِ فَهُمْ يُوزَعُونَ (17) حَتَّىٰ إِذَا أَتَوْا عَلَىٰ وَادِ النَّمْلِ قَالَتْ نَمْلَةٌ يَا أَيُّهَا النَّمْلُ ادْخُلُوا مَسَاكِنَكُمْ لَا يَحْطِمَنَّكُمْ سُلَيْمَانُ وَجُنُودُهُ وَهُمْ لَا يَشْعُرُونَ (18) فَتَبَسَّمَ ضَاحِكًا مِّن قَوْلِهَا وَقَالَ رَبِّ أَوْزِعْنِي أَنْ أَشْكُرَ نِعْمَتَكَ الَّتِي أَنْعَمْتَ عَلَيَّ وَعَلَىٰ وَالِدَيَّ وَأَنْ أَعْمَلَ صَالِحًا تَرْضَاهُ وَأَدْخِلْنِي بِرَحْمَتِكَ فِي عِبَادِكَ الصَّالِحِينَ (19)﴾
وورد ذكر النمل أيضا، في كتاب الحياة الكتاب المقدس (العهد القديم والعهد الجديد) في سفر الأمثال مرتين فقط. إذ ورد الآتي:
«اذهب إلى النملة أيها الكسلان. تأمل طرقها وكن حكيمًا... تعد في الصيف طعامها وتجمع في الحصاد أكلها» (سفر الأمثال 6: 6-8؛ 30: 25)

## النملة وحكايات إيسوب
حكايات إيسوب تعود كل المجموعة إلى القاص إيسوب. وهو عبد يوناني عاش في اليونان القديمة بين عامي 620 و 560 قبل الميلاد. اشتهرت حكاياته حول العالم. وتعد أساطيره رافدًا للتربية الاخلاقية للأطفال. نجد في جعبة إيسوب الكثير من الحكايات ومنها: الثعلب والعنب، والسلحفاة والأرنب البري، والرياح الشمالية والشمس، والفتى الذي ادعى وجود ذئب، والجندب والنملة قصة الغراب والثعلب والثعلب والأسد المريض وهذه الحكايات معروفة في أرجاء المعمورة.

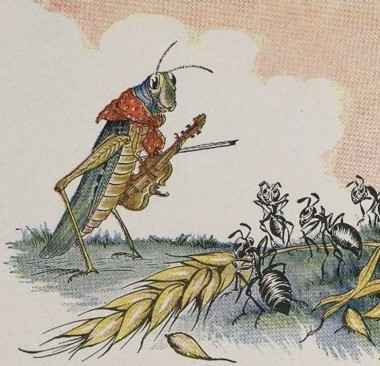
نمل إيسوب: صورة لميلو وينتر ، 1888-1956

ولقد استولت الدروس الأخلاقية السهلة المسرودة في حكايات إيسوب على مخيلة أجيال من الفنانين الذين استعملوا حكاياته كوسيلة لتعليم الدروس الأخلاقية للأطفال من كافة الثقافات والجنسيات.

### لماذا يسرق النمل
كانت النملة في بداية أصلها موجودا بشرية، وكان هذا الإنسان فلاحا غير قانع بثمار كدِّه وتعبه، فبدأ ينظر بعين الحسد إلى إنتاج جيرانه ويسرق منهم، ولقد غضب (زیوس) کبير الآلهة من جشعه فحوله إلى حشرة هي التي نسميها النملة، لكن حتى بعد أن تغير شكله ظل خلقه وسلوكه كما هو، فحتى يومنا الراهن لا يزال يتجول هنا وهناك في الحقول ليسرق القمح والشعير من الآخرين ويقوم بتخزينه لنفسه.
المغزى الأخلاقي: مضمون هذه الحكاية أن العقاب القاسي لا يغير من الخُلُقِ الأصلي للإنسان الشرير.

### النملة والخنفساء
قضت نملة الصيف كله وهي تجري هنا وهناك في الحقول تجمع حبات القمح والشعير لتخزينها لفصل الشتاء، وشاهدتها الخنفساء فأبدت دهشتها من هذا الكد والكدح في العمل حتى أثناء فصل الصيف الذي ترتاح فيه بقية المخلوقات من العمل وتعتبره فصل إجازة. ولزمت النملة الصمت ولم ترد عليها. لكن عندما حل فصل الشتاء بعد ذلك، وغسلت الأمطار الروث وألقت به بعيدا، جاءت الخنفساء تتضور جوعا وسألت النملة أن تشاركها طعامها. لكن النملة أجابت:
- كان عليك أن تعملي عندما كنت أكد وأكدح، بدلا من أن تسخري مني. ولو كنتِ قد فعلت ذلك لما احتجت إلى الطعام الآن!
المغزى الأخلاقي: النملة تعلم البشر أن يحتاطوا للغد في موسم الوفرة، وإلا عانوا مع تغير الظروف من كوارث رهيبة!

### النمل وحشرة الحقل

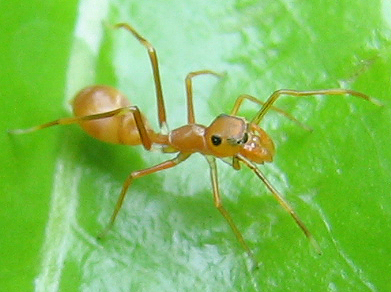
نملة ذهبية

حل فصل الشتاء فابتلت الحبوب التي خزنها النمل في مخازنه، فأخرجها ونشرها لكي تجف، ومرت حشرة الحقل عليها وسألتها شيئا من هذه الحبوب تاكله فقالوا لها:
- ولماذا لم تجمعي طعامك في فصل الصيف كما كنا نفعل؟
فقالت:
- لم يكن عندي وقت، كنت مشغولة بعزفي مقطوعات موسيقية جميلة...
فضحك النمل وقال:
- من كان يعزف في فصل الصيف، فإن عليه أن يرقص في فصل الشتاء!
المغزى الأخلاقي: احترس دائما من الإهمال إن أردت أن تتجنبك الأخطار والكوارث!

### النملة والحمامة
سقطت نملة ظامئة في غدير ماء وجرفها التيار بعيدا.. ورأتها الحمامة وهي تشرف على الغرق، فقطفت غصنا صغيرا من الشجرة وألقته في الماء وتسلقت عليه النملة، وأفلتت من الغرق. ومرت الأيام وجاء صياد الطيور ومعه عصيُّه الدبقة التي يلتصق بها الطير فيمسكها، وأراد أن يصطاد الحمامة. وعندما رأته النملة لدغته في قدمه، فأسقط العصى من يده من شدة الألم فتنبهت الحمامة وطارت بعيدة.
المغزى الأخلاقي: قدم المساعدة لمن يحتاج إليها وحين تحتاج إلى المساعدة سوف تجد مَن يساعدك!

### الجندب والنملة
يحكى أن نملة مجتهدة وجندبا كسولا. كانا يعيشان في غابة. في الصيف جمعت النملة كمية كبيرة من القمح وادخرتها للشتاء. لكن الجندب الكسول ظل يغني ويلهو دون حساب للشتاء. جاء الشتاء فوجدت النملة طعاما كافيا، أما الجندب فلم يجد شئيا يأكله. ذهب الجندب ليستقرض حبا يستطيع به درء برد الشتاء، وقف أمام النملة راجيا منها أن تعيره حتى حلول موسم الحصاد التالي، لكن سالته وهي مستهزئة: ماذا كنت تفعل طول مدة السنة. رد الجندب قائلا: كنت أمضي وقتي في الطرب. ردت النملة قائلة: فلترقص الآن. فتعلم الجندب أن الكسل لا ينفع صاحبه فيجب عليه بالجد مرة أخرى.

## تفاصيل أخرى

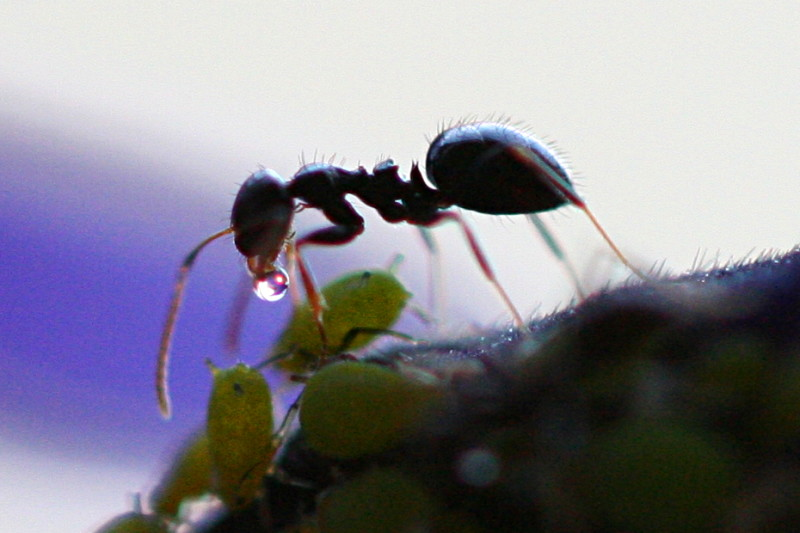
نملة سوداء وقطرة ماء

النمل حشرات اجتماعية، توجد منها عدة أنواع في فلسطين. وتذكر «النملة» مرتين في الكتاب المقدس، وكلتاهما في سفر الأمثال. وكثيرًا ما اتهم النقاد «سليمان» بالخطأ فيما يختص بقوله: «اذهب إلى النملة أيها الكسلان. تأمل طرقها وكن حكيمًا... تعد في الصيف طعامها وتجمع في الحصاد أكلها» (سفر الأمثال 6: 6-8؛ 30: 25)، فكانوا ينكرون على النملة ذلك، ولكن أثبت علماء الحشرات أن هناك ثلاثة أنواع من النمل «الحصاد»، أي الذي يجمع في الصيف طعامه، ويخزنه في أماكن معينة في جحوره، واثنان من هذه الأنواع تعيش في فلسطين، والنوع الثالث يعيش في سائر أقاليم البحر المتوسط. وهي تبني مخازنها على شكل حجرات مسطحة، تتصل فيما بينها بدهاليز غير منتظمة في مساحة يبلغ قطرها نحو ست أقدام في المتوسط، وعلى عمق نحو قدم من سطح الأرض. وتجمع الحبوب من أرض البيادر أو من النباتات، وتنزع من الحبوب التبن خارج أعشاشها، كما تنزع أطرافها اللينة حتى لا تتعرض للعطن أو التلف. أما المخزن الفردي (وليس لجماعة من النمل) فقد يبلغ قطر مساحته خمس بوصات، وارتفاعه نحو نصف بوصة.
وقد اكتشفت مخازن لجماعات من النمل يبلغ قطرها نحو 40 قدمًا، وعمقها نحو ست أو سبع أقدام، ولها عدة مداخل. والنمل لا يبيت بياتًا شتويًا، بل تظل في الشتاء في مخابئها تتناسل وتضع بيضها، وتُعنى بصغارها، وتطعمها مما أعدته في الصيف من طعام. وهذا النشاط الحكيم في النملة هو الذي جعلها مضرب المثل، رغم ضآلة حجمها.